# Herb gminy Klucze
Herb gminy Klucze – jeden z symboli gminy Klucze, autorstwa Włodzimierza Chorązkiego, ustanowiony 25 lutego 2003.

## Wygląd i symbolika
Herb przedstawia na tarczy w polu czerwonym dwa skrzyżowane złote klucze (nawiązanie do nazwy gminy i do miejscowych zakładów papierniczych), a pod nim srebrny kwiat dziewięćsiła z pięcioma złotymi liśćmi i złotym środkiem, nawiązujący do Pustyni Błędowskiej i przyrody gminy.